# Conseil régional de Bourgogne
Conseil régional de Bourgogne-Franche-Comté
Hôtel de région
Le conseil régional de Bourgogne est l'assemblée délibérante de la région française de Bourgogne jusqu'au 31 décembre 2015, à la suite de l'incorporation de la région avec la Franche-Comté afin de former la nouvelle région de Bourgogne-Franche-Comté. 
Il comprend 57 membres et siège jusqu'à sa disparition à l'Hôtel de région à Dijon, au 17 boulevard de la Trémouille, à côté de la place de la République.
Son dernier président est François Patriat (PS), élu le 2 avril 2004.

## Composition
Le conseil régional de Bourgogne a été présidée par François Patriat (PS) de 2004 jusqu'en décembre 2015. La liste qu'il avait conduite avait recueilli 64,91 % des suffrages exprimés au second tour de l'élection régionale bourguignonne de 2010. La région Bourgogne a désormais fusionné avec la Franche-Comté pour donner naissance à la région Bourgogne-Franche-Comté.

### Présidents du conseil régional
- Jean Chamant (1974 - 1978)
- Marcel Lucotte (1978 - 1979)
- Pierre Joxe (1979 - 1982)
- André Billardon (1982 - 1983)
- Frédéric Lescure (1983 - 1985)
- Marcel Lucotte (1985 - 1989)
- Raymond Janot (1989 - 1992)
- Jean-Pierre Soisson (1992 - 1993)
- Jean-François Bazin (1993 - 1998)
- Jean-Pierre Soisson (1998 - 2004)
- François Patriat (2004 - 2015)

### Vice-présidents sur la dernière mandature
| Poste               | Conseiller régional | Conseiller régional  | Parti | Délégation                                                                                              |
| ------------------- | ------------------- | -------------------- | ----- | --- |
| 1er vice-président  |                     | Michel Neugnot       | PS    | Finances, plans et évaluation, personnel et questure, mobilité, démocratie participative                |
| 2e vice-présidente  |                     | Safia Otokoré        | PS    | Développement à l'international et coopération décentralisée, sport et lutte contre les discriminations |
| 3e vice-présidente  |                     | Florence Ombret      | PS    | Cohésion sociale, politique des villes et rénovation urbaine                                            |
| 4e vice-présidente  |                     | Nicole Eschmann      | EELV  | Lycées                                                                                                  |
| 5e vice-président   |                     | Jérôme Durain        | PS    | Aménagement du territoire, politiques contractuelles des pays                                           |
| 6e vice-présidente  |                     | Françoise Tenenbaum  | PS    | Culture                                                                                                 |
| 7e vice-président   |                     | Guy Férez            | PS    | Santé publique et établissements de soins                                                               |
| 8e vice-présidente  |                     | Fadila Khattabi      | PS    | Formation professionnelle et apprentissage                                                              |
| 9e vice-président   |                     | Philippe Hervieu     | EELV  | Économie sociale et solidaire, transformation écologique de l'économie                                  |
| 10e vice-président  |                     | Jean-Claude Lagrange | PS    | Emploi et développement économique                                                                      |
| 11e vice-président  |                     | Dominique Lapôtre    | PRG   | Environnement, développement durable et éco-responsabilité                                              |
| 12e vice-président  |                     | Jean-Paul Pinaud     | PCF   | Transports ferroviaires                                                                                 |
| 13e vice-présidente |                     | Nisrine Zaïbi        | PS    | Jeunesse                                                                                                |
| 14e vice-président  |                     | Jacques Rebillard    | DVG   | Agriculture, forêt et industries agroalimentaires                                                       |
| 15e vice-présidente |                     | Sylvie Martin        | PS    | Tourisme et canaux                                                                                      |

## Administration
Les services du conseil régional sont organisés en 4 pôles, sous l'autorité de la direction générale:
- Ressources et moyens
- Développement
- Réseaux, territoires et coopération
- Éducation et culture

Comme l'ensemble des conseils régionaux français, le conseil régional de Bourgogne a connu une forte augmentation de ses effectifs avec le transfert depuis le Ministère de l'Éducation nationale du personnel TOS des lycées, passant de 350 à 2050 personnes au 1er janvier 2007.

## Identité visuelle